# Austroaeschna flavomaculata
Austroaeschna flavomaculata – gatunek ważki z rodziny żagnicowatych (Aeshnidae).